# Église de l'Annonciation de Haute-Isle
Pour les articles homonymes, voir Église de l'Annonciation.

L'église de l'Annonciation est une église catholique troglodytique située à Haute-Isle, en France. C'est l'unique église de ce type en Île-de-France, ce qui fait son principal intérêt. Seul le clocher est en maçonnerie. La façade extérieure n'est autre que la roche de craie laissée en place comme telle. La nef unique est entièrement excavée dans la roche. L'église est classée monument historique depuis 1926.

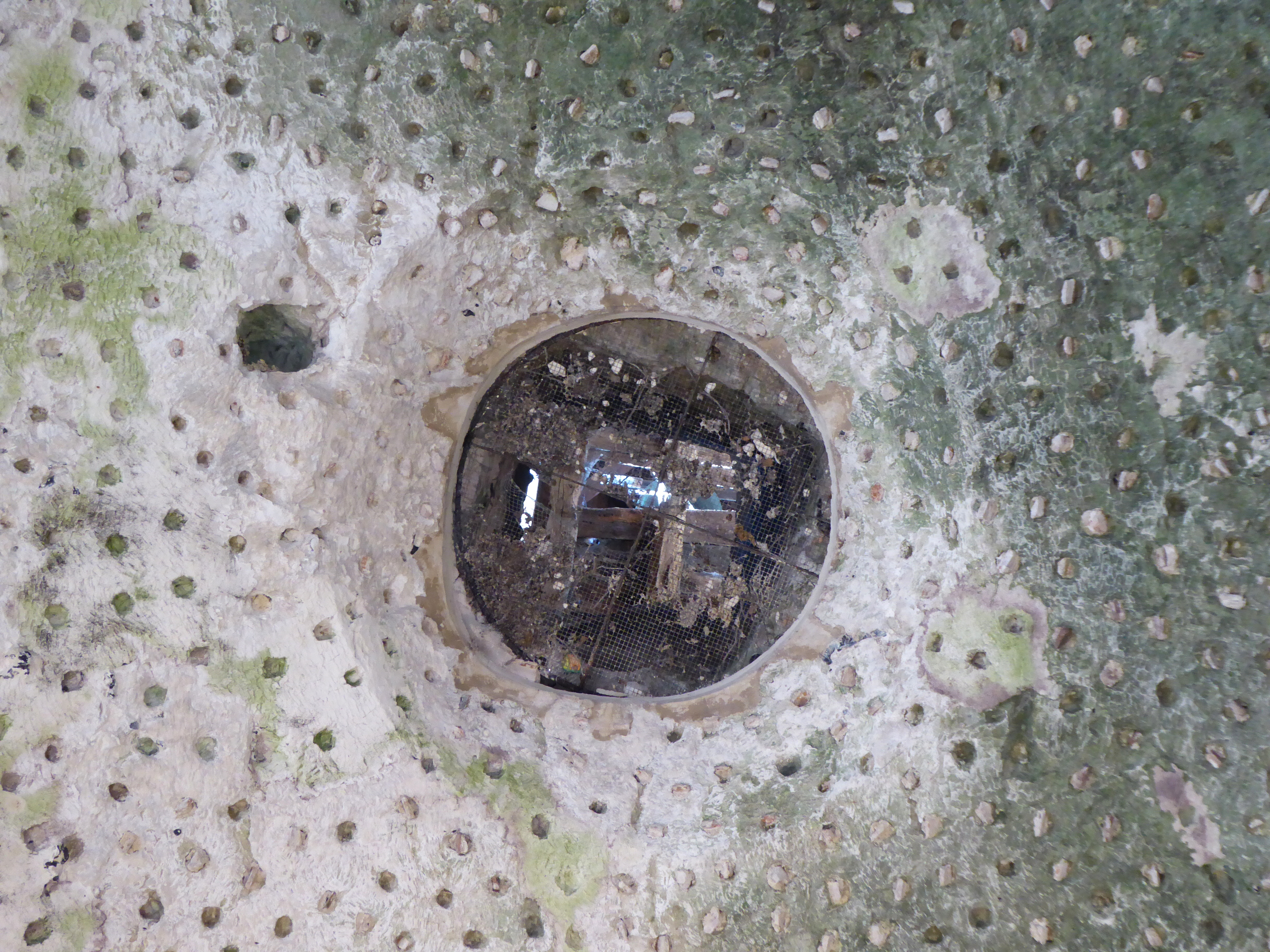
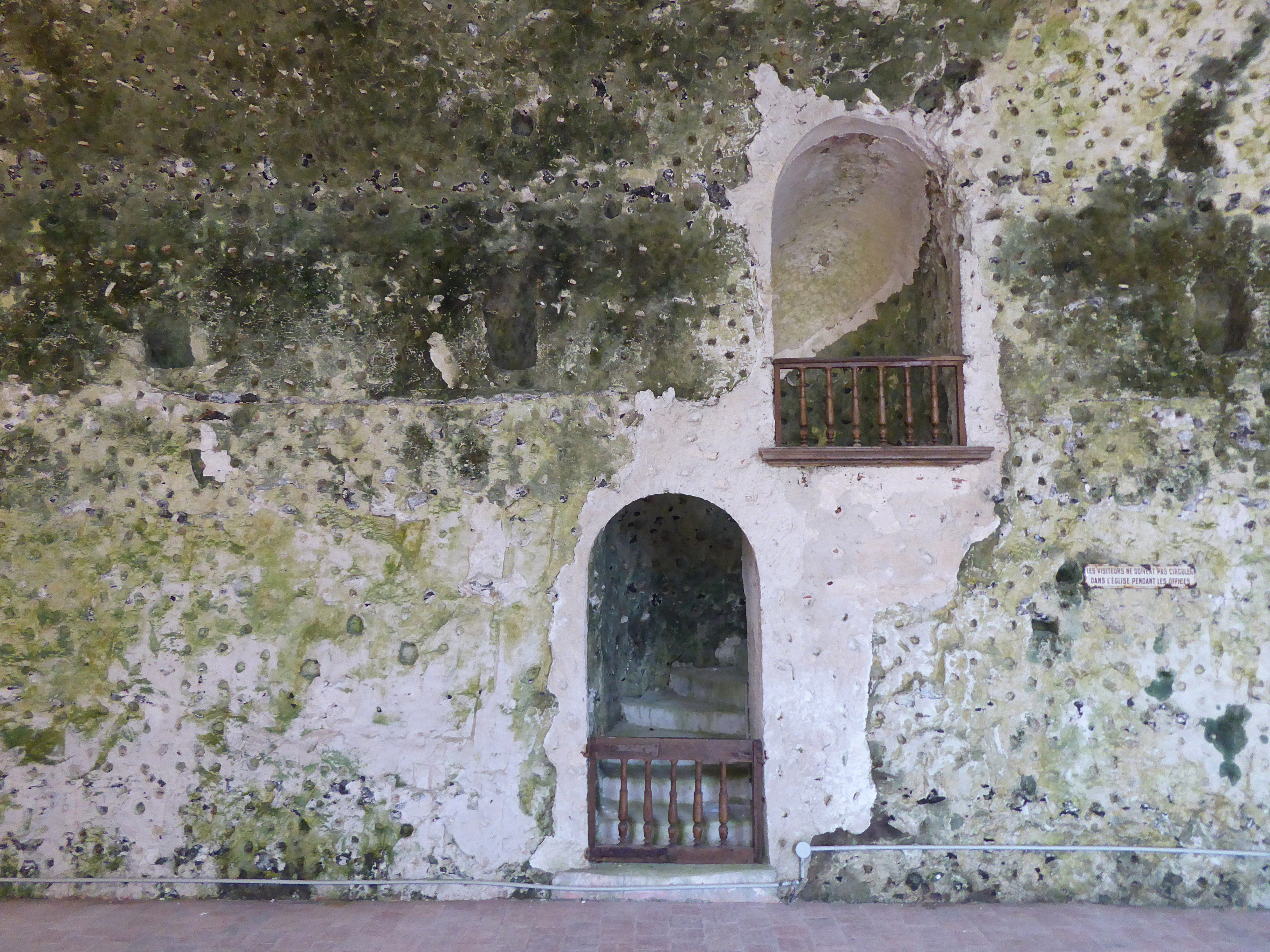
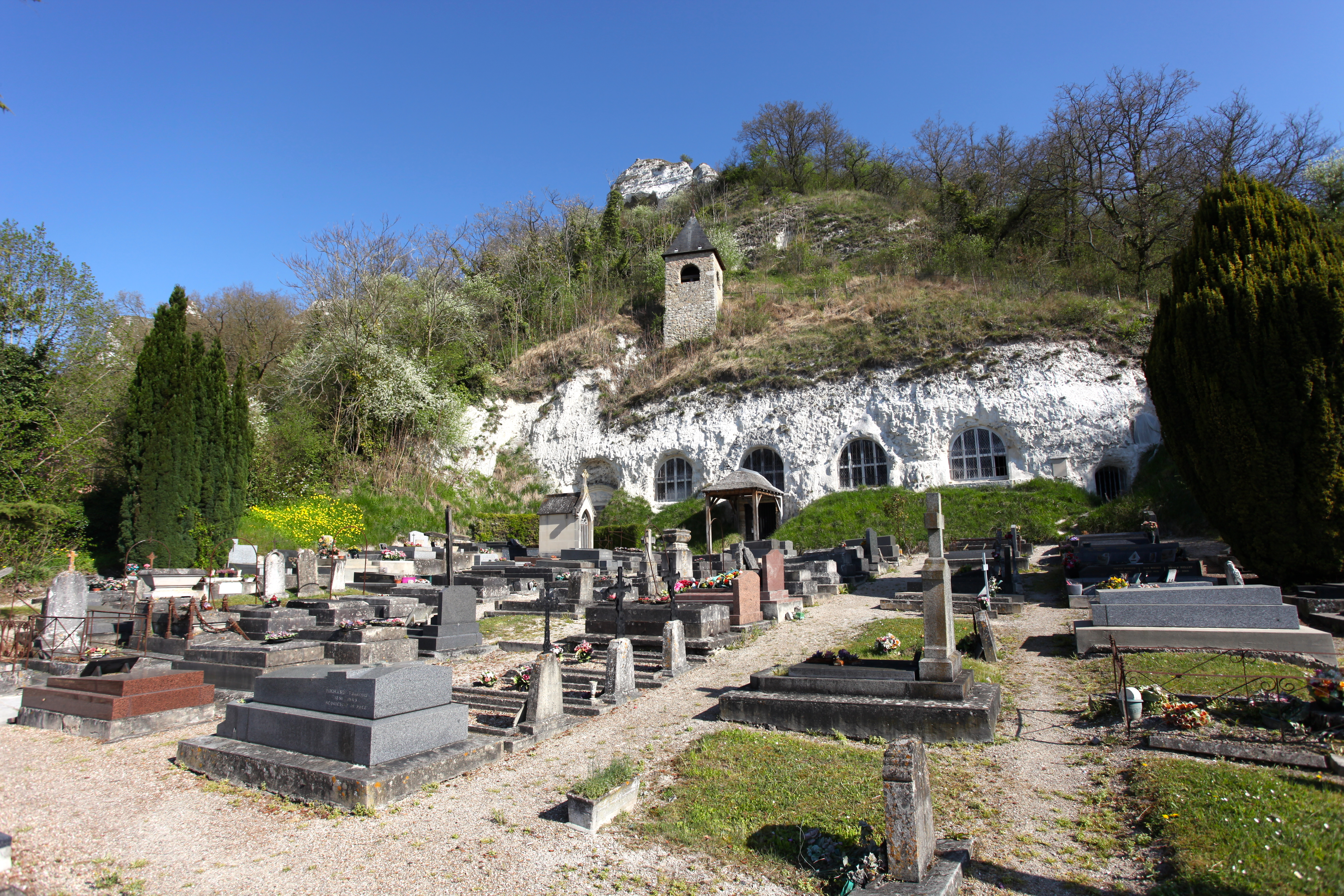

## Localisation
L'église est située dans le département français du Val-d'Oise, sur la commune d'Haute-Isle, route de la Vallée (RD 913). Le cimetière établi en terrasse au pied de la falaise de craie précède l'église.

## Historique
L'église est creusée dans la falaise de craie en 1670/1673 aux frais de Nicolas Dongois, seigneur du lieu, à la suite de l'érection du village en paroisse.
L'édifice est classé au titre des monuments historiques par arrêté du 4 juin 1926. C'est l'unique exemple d'un édifice religieux troglodytique en Île-de-France depuis la destruction en 1749 de l'église de Mousseaux-sur-Seine[réf. nécessaire]. En soi, l'église de l'Annonciation ne présente aucun intérêt archéologique, son classement étant motivé par le caractère insolite du lieu de culte et de la rareté des églises troglodytiques
Fermé au public en 1999 à cause de menaces d'éboulement, l'église fait l'objet d'un projet de restauration et de confortation de sa façade, abandonné à la demande des hautillois car dénaturant l'église et le site. L'église est aujourd'hui rouverte et demeure l'un des lieux de culte du secteur pastoral de Magny-en-Vexin accueillant régulièrement les offices et cérémonies religieux. Elle devrait voir son mobilier restauré en 2012-2013.

## Description

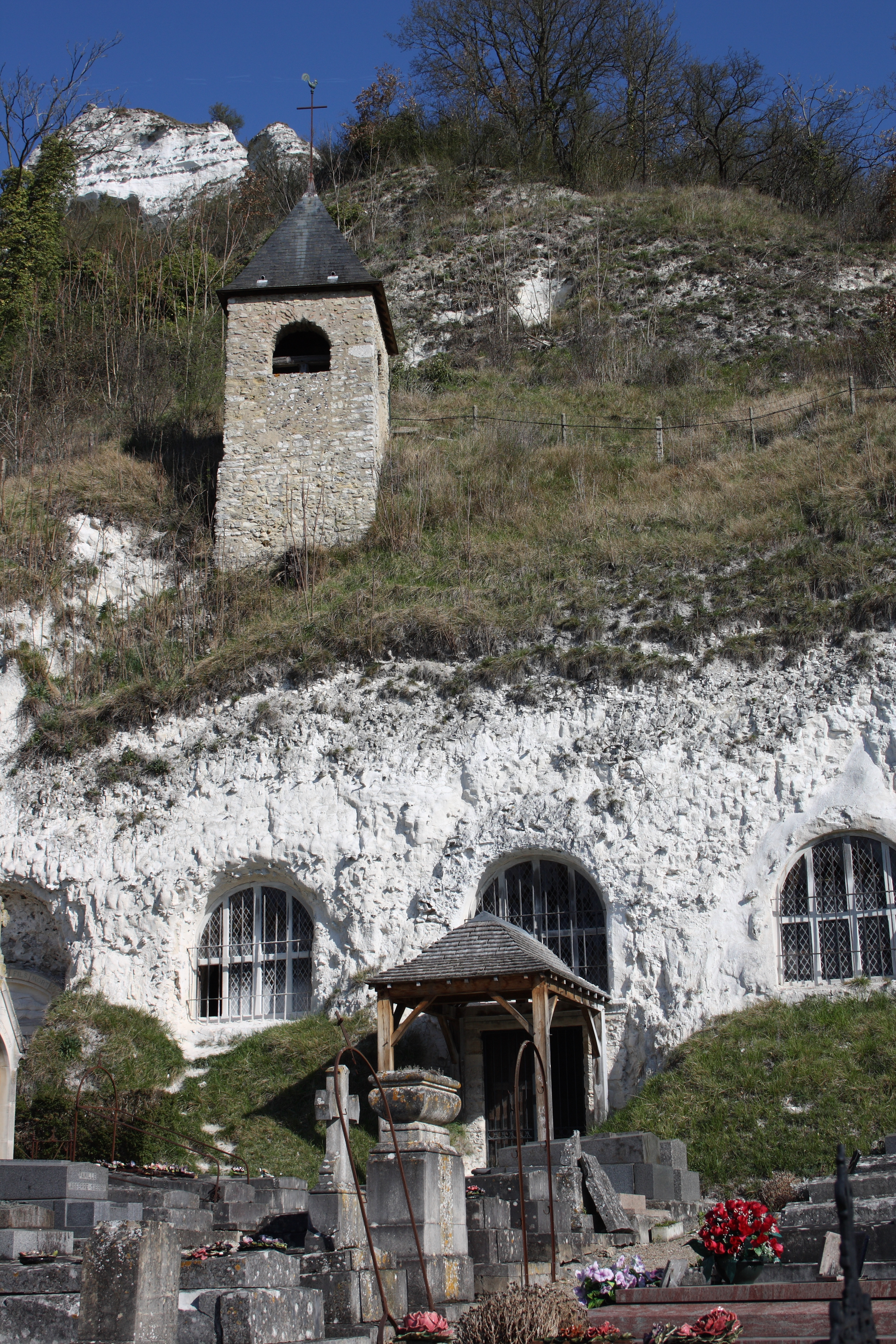
Vue partielle.

Seul le petit clocher carré émerge du sol enherbé qui recouvre la falaise. Il est recouvert d'une pyramide de charpente et d'ardoise. L'église ne possède pas de façade à proprement parler ; contrairement à la plupart des boves aménagées comme habitations, fermées généralement par un mur. À l'intérieur, la nef unique est voûtée en berceau en plein cintre. Elle mesure 20 m de long, 20 m de large et 8 m de haut. L'éclairage est assurée par quatre fenêtres plein cintre taillées dans la roche, dépourvues de vitraux. Le chœur, creusé dans le prolongement de la nef, est clos d'une clôture en bois, provenant pense-t-on de la chapelle du palais de justice de Rouen. Le retable en bois sculpté du XVIIe siècle, remarquable, s'insère harmonieusement dans cet univers austère et minéral,. 

## Mobilier
Deux éléments du mobilier sont classés monuments historiques au titre des objets. Il s'agit du retable monument en bois remontant aux origines de l'église et modifié au XVIIIe siècle, et de la clôture du chœur en bois taillé et doré, également aussi ancienne que l'église.